# Romantismo na Alemanha

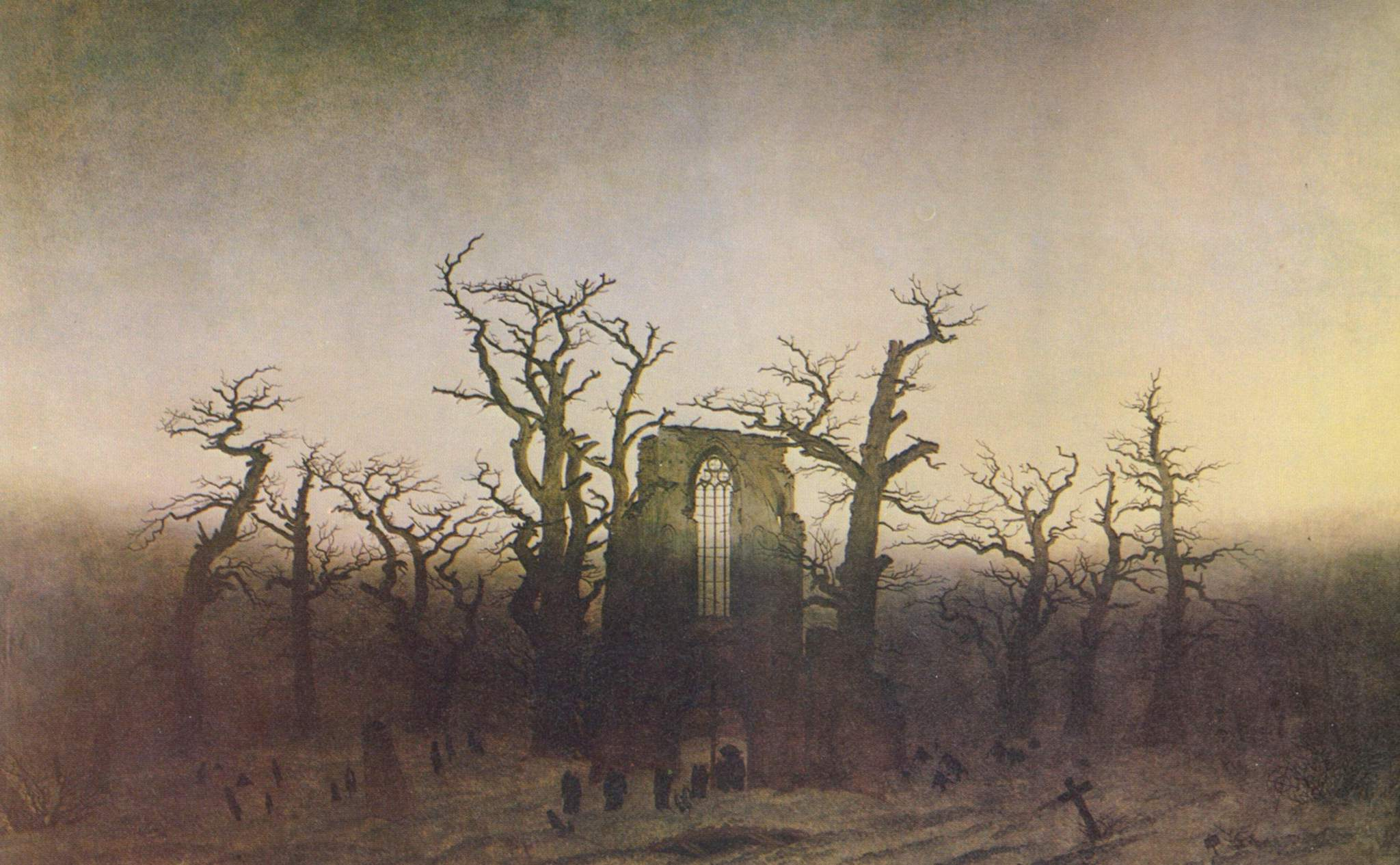
Abtei im Eichwald, óleo sobre tela de Caspar David Friedrich.

O Romantismo  alemão surge num contexto de resistência ao movimento Iluminista francês. A crítica é ao modo excessivamente racionalista e materialista de conceber o homem e o mundo que gera reduções positivistas. Por isto, o combate ao excessivo racionalismo e submissão ao método, que são características da filosofia analítica.
Esta forma de pensar (filosofia da linguagem), que é característica de um dos principais autores da filosofia da linguagem romântica alemã  teve, entre outras, consequências para o pensamento político. Herder afirmou o caráter próprio de um período histórico ou civilização. Seria reducionista a atitude de procurar regras universais. Para explicar o pensamento de um povo é preciso se situar no momento histórico particular daquela sociedade. A Herder se atribui as noções relacionadas ao nacionalismo, historicismo e Volksgeist (espírito da nação), bem como se ressalta a sua liderança na "romântica revolta" contra o racionalismo e a fé na onipotência do método científico.
O chamado primeiro romantismo alemão (Frühromantik) foi um movimento filosófico marcado pela valorização da natureza, com inspiração nas ciências naturais em desenvolvimento (no campo da química, fisiologia, magnetismo e mineralogia, destacando-se figuras como Werner, Benjamin Franklin e Lavoisier como influências) e na concepção da filosofia grega de natureza como um grande organismo. A tradição platônica, especialmente Plotino, e a tradição da teosofia (Swedenborg, Franz von Baader, Jakob Böhme) serão influências cruciais. Outro traço marcante é a busca da filosofia como uma atividade coletiva, a ser desenvolvida em grupo (synfilosofia), e também em união com a ordem cósmica (synpráxis). Trata-se de um movimento interno ao idealismo alemão, filosoficamente falando, porém com autonomia própria como fenômeno cultural e social. Foi de grande relevância, também, a busca de expressão textual mediante várias formas: poema, fragmento filosófico, cartas reais e fictícias, tratados, ensaios, aforismos, diálogos filosóficos.

## Estética antiga e moderna

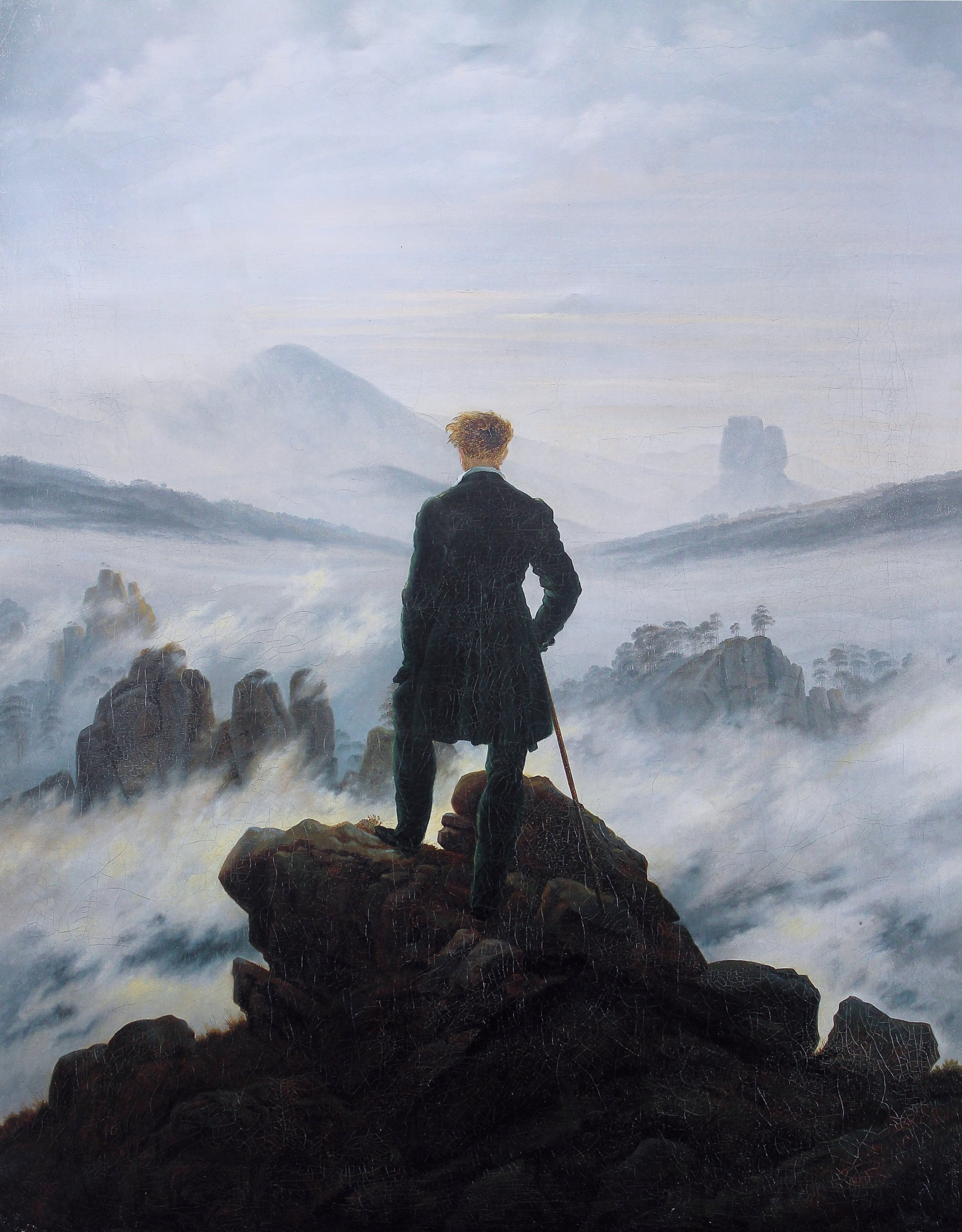
Caminhante sobre o mar de névoa, de Caspar David Friedrich. Pintura símbolo do romantismo alemão, movimento que traz novo gás ao debate entre os antigos e os modernos na Alemanha no século XVIII.

Friedrich Schlegel e Johann Joachim Winckelmann abordaram as interações entre a tradição clássica e a produção artística e literária moderna na Alemanha.. Schlegel faz uma abordagem romântica - ou pré-romântica - ao debate, argumentando que a arte e a literatura modernas possuíam uma riqueza emocional e uma complexidade que os clássicos antigos não podiam igualar. Ele defendia a valorização da individualidade, da subjetividade e da liberdade criativa na produção artística.
Johann Joachim Winckelmann, estudioso da arte e da arqueologia, em sua obra Descrição de Apolo em Belvedere e Pensamentos sobre a imitação de obras gregas em pintura e em escultura (1755), defendeu a superioridade das esculturas antigas gregas, vendo nelas um ideal de beleza e perfeição estética que faltava na produção artística moderna. Ao defender a estética clássica, os trabalhos de Winckelmann estimularam  reflexões sobre o valor e a importância das influências clássicas na arte e na cultura alemã. Além disso, Winckelmann trouxe a emoção a um debate dominado pela razão, além de abordar temas pagãos na literatura alemã, abrindo espaço para um diálogo com os antigos e um debate sobre os clássicos que foi desenvolvido posteriormente por Friedrich Schiller e Johann Wolfgang von Goethe.
Além disso, os pensadores românticos tiveram um papel significativo na Querela dos Antigos e dos Modernos na Alemanha. Valorizando a emoção, a imaginação e a conexão com o passado, eles defendiam uma visão mais subjetiva e individualista da produção artística, afirmando que a arte moderna poderia expressar sentimentos e emoções de maneiras mais profundas e autênticas do que os clássicos antigos.. Apesar disso, os românticos não se colocavam como oposição aos clássicos, reconhecendo o valor dos ideais dos antigos, mas querendo amplia-los com a modernidade, buscando, segundo Schlegel, “a perspectiva de um classicismo crescendo sem limites”. Outros românticos, como Goethe, têm como ponto central de seu pensamento uma elaboração de uma identidade endêmica ao seu tempo com relação ao pensamento e às artes, demonstrando as divergências internas do próprio movimento romântico alemão quanto à Querela dos Antigos e dos Modernos.
A filosofia e poesia desenvolvem nexos frutíferos nesse período. Para Novalis e o jovem Schelling - pelo menos em um breve momento de sua obra, o Sistema do idealismo transcendental de 1800 -, a arte estará acima da filosofia, servindo de modelo a esta. Schelling refletirá sobre as várias artes de seu tempo (arquitetura, música, pintura, escultura, poesia lírica, épica e dramática) a partir de conceitos de sua própria filosofia, sendo central a ideia de produtividade da natureza nessas reflexões. É o caso, inclusive, da poesia, que resgataria sons e ritmos do próprio mundo natural. Para Schelling, a oposição “antigos e modernos” aparece nos temas das artes, sendo artes plásticas mais voltadas para a natureza, como as mitologias greco-romanas, e as artes da palavra mais voltadas ao mundo da história e da providência, tal como na mitologia cristã. Friedrich von Hardenberg (Novalis), por sua vez, desenvolverá a relação entre poesia e filosofia como complementar, esta fornecendo reflexão conceitual para traduzir os conteúdos daquela, e aquela enriquecendo a filosofia com intuições e segredos sobre o mundo interior e a pré-história humana.

## Escritores e filósofos
- Johann Gottfried Herder
- Heinrich Heine
- Achim von Arnim
- Bettina von Arnim
- Clemens Brentano
- Jean Paul
- E. T. A. Hoffmann
- Friedrich Hölderlin
- Heinrich von Kleist
- Adam Müller
- Dorothea Schlegel
- Karoline Schelling
- Friedrich Schlegel
- August Wilhelm Schlegel
- Friedrich Schleiermacher
- Ernst Schulze
- Gustav Schwab
- Ludwig Tieck
- Ludwig Uhland
- Joseph von Eichendorff
- Johann Gottlieb Fichte
- Wilhelm Heinrich Wackenroder
- Ernst Moritz Arndt
- Friedrich Ludwig Jahn
- Friedrich de la Motte Fouqué
- Adelbert von Chamisso
- Karl Wilhelm Ferdinand Solger

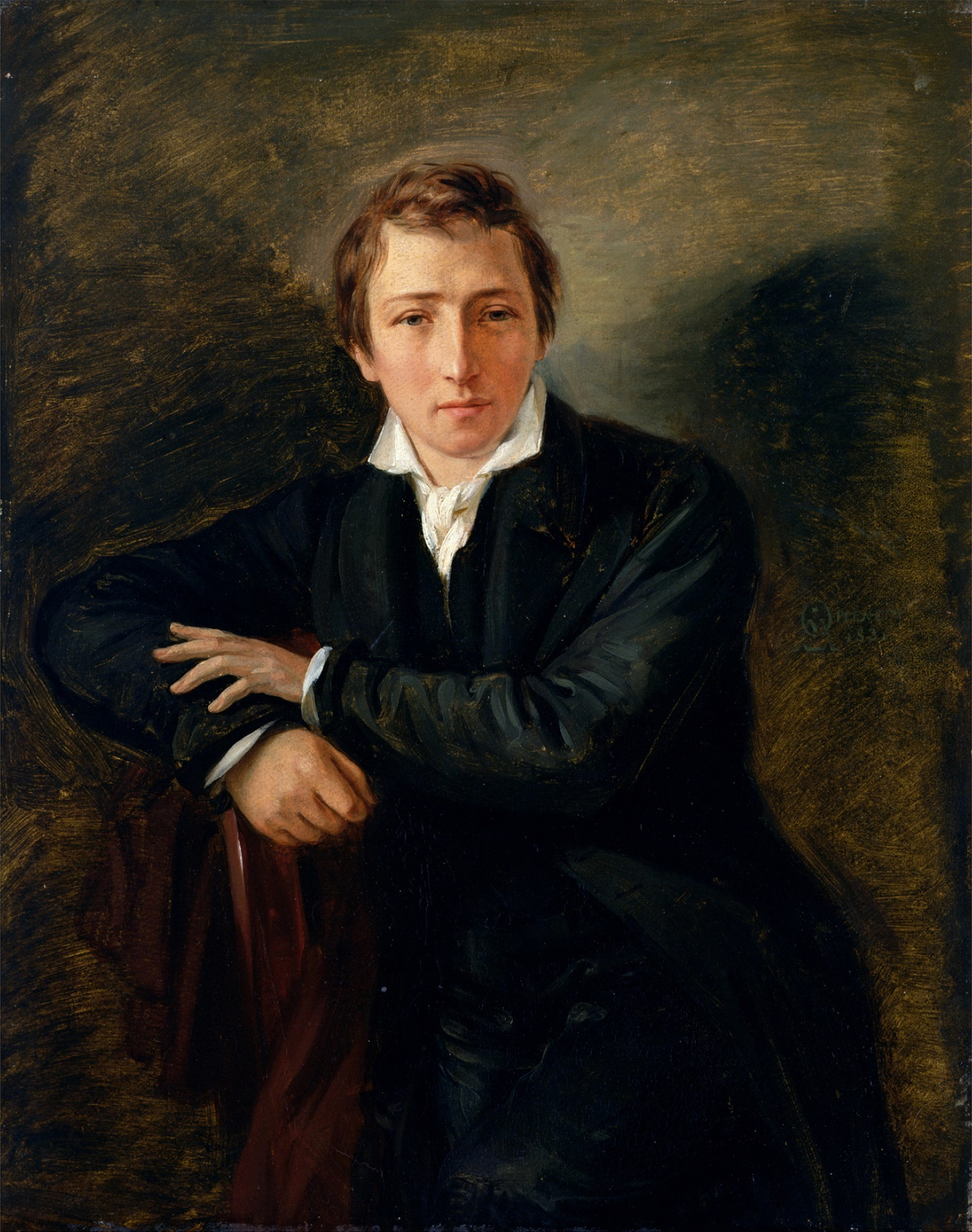
Moritz Daniel Oppenheim Heinrich Heine, 1831, Kunsthalle Hamburg

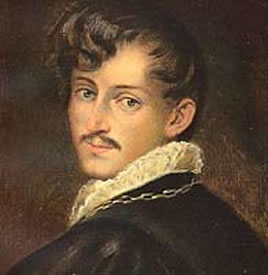
Joseph von Eichendorff

- Friedrich Wilhelm Joseph von Schelling
- Novalis

## Artistas visuais

Philipp Otto Runge, Autorretrato, 1802-1803, Kunsthalle, Hamburgo

- Carl Blechen
- Carl Gustav Carus
- Johan Christian Dahl
- Christian Ezdorf
- Caspar David Friedrich[20]
- Jacob Philipp Hackert
- Joseph Anton Koch
- Gerhard von Kügelgen
- Adrian Ludwig Richter
- Carl Rottmann
- Philipp Otto Runge
- Friedrich Wilhelm Schadow
- Carl Spitzweg
- Eberhard Wächter
- Anton Georg Zwengauer
- Otto Reinhold Jacobi

## Arquitetura

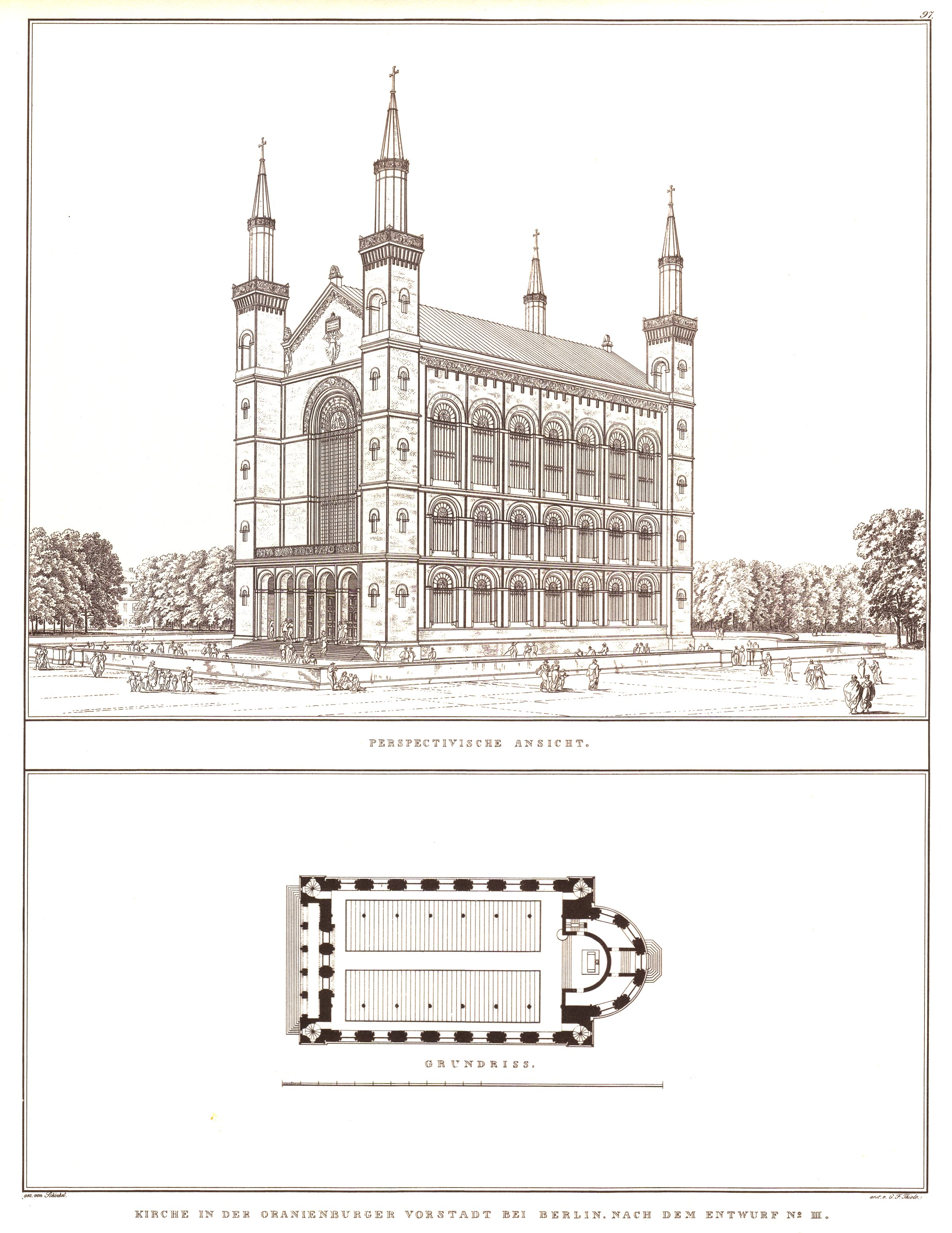
Karl Friedrich Schinkel. Projeto de uma igreja em Oranienburger Vorstadt, Berlim

- Karl Friedrich Schinkel